# 315166 Pawelmaksym
315166 Pawelmaksym è un asteroide della fascia principale. Scoperto nel 2007, presenta un'orbita caratterizzata da un semiasse maggiore pari a 3,1193133 UA e da un'eccentricità di 0,0554982, inclinata di 10,56493° rispetto all'eclittica.